# Jordanowo (województwo kujawsko-pomorskie)
Jordanowo – wieś w Polsce położona w województwie kujawsko-pomorskim, w powiecie inowrocławskim, w gminie Złotniki Kujawskie.
W latach 1954–1959 wieś należała i była siedzibą władz gromady Jordanowo, po jej zniesieniu w gromadzie Lisewo Kościelne. W latach 1975–1998 miejscowość administracyjnie należała do województwa bydgoskiego.